# کاوشگر پیشگام
کاوشگر پیشگام هفتمین کاوشگر تحقیقاتی ایران است که با استفاده از موشک تغییر یافتهٔ زلزال همانند کاوشگر۴ در ساعت ۱۲ و ۳۷ دقیقه نیم‌روز ۹ بهمن ۱۳۹۱ یک میمون مادهٔ سه ساله از گونهٔ رزوس را در سفری ۱۶ دقیقه‌ای از پایگاه فضایی سمنان به مأموریت زیرمداری ارسال کرد.
احمد وحیدی وزیر دفاع وقت ایران در تاریخ شنبه ۹ بهمن ۱۳۹۱ پرتاب موفقیت‌آمیز این کاوشگر را گام نخست برای ارسال انسان به فضا در مراحل بعدی اعلام کرد. این کاوشگر پس از طی مراحل پیش‌بینی شده و رسیدن به ارتفاع ۱۲۰ کیلومتری از سطح زمین، بار دیگر به زمین بازگشت و موجود زندهٔ همراه آن با موفقیت بازیابی شد. ضربان قلب میمون در لحظهٔ شتاب کاوشگر ۱۴۰ ضربه در دقیقه بود. محموله ۸۰ کیلومتر دورتر از محل پرتاب به زمین فرود آمد. محمد ابراهیمی رئیس پژوهشکده سامانه‌های فضانوردی سازمان فضایی ایران در یک کنفرانس خبری نام نخستین میمون فضانورد ایران را «پیشگام» اعلام کرد. قبلاً حمید فاضلی، سرپرست وقت سازمان فضایی ایران گفته بود که این کاوشگر در تیر ماه سال ۹۱ به فضا پرتاب خواهد شد.

## جزئیات سیر رفت و برگشت کاوشگر
در آغاز عملیات موتور کاوشگر ۳۳ ثانیه کار کرد تا سرعت از یک عدد ماخ (یک پارامتر بی‌بعد و بدون یکا) عبور کند و سپس در مسیر حرکت به حداکثر سرعت یعنی ۵٫۵ ماخ رسید. این سرعت در مسیر بازگشت در مرحله‌ای دوباره از یک ماخ عبور کرد و حداکثر سرعت آن در مسیر بازگشت به ۴٫۵ ماخ رسید.
در مسیر بازگشت باله‌های انتهای محموله کاوشگر باعث جلوگیری از وارونه شدن کپسول زیستی می‌شد و همچنین کفه محموله که دارای شکل هندسی خاصی بود، موجب شد تا سرعت کاوشگر کاهش یابد به گونه‌ای که سرعت آن به ۰٫۸ ماخ رسید و با استفاده از چترها سرعت در لحظه فرود به زمین به ۸ متر بر ثانیه (۲۸٫۸ کیلومتر بر ساعت) رسید.

### جزئیات تغییرات روی خود کاوشگر
در ارتفاع ۹۰ کیلومتری دماغهٔ محموله از آن جدا شده و محموله در ارتفاع ۱۰۰ کیلومتری از موتور جدا شد.
بعد از انجام موفق جدایش‌ها محموله به پرواز زیر مداری خود ادامه داد تا بعد از ۳ دقیقه به ارتفاع اوج ۱۲۰ کیلومتر رسیده و مسیر بازگشت به اتمسفر را آغاز کرد. در دقیقهٔ پنجم از پرواز با ورود به اتمسفر غلیظ، محموله شروع به کاهش سرعت نموده و برای بازیابی آماده شد. بعد از ۶ دقیقه از آغاز پرواز، دقیقاً در ثانیه ۳۶۰ محموله به سرعت مناسب در ارتفاع ۷ کیلومتری رسیده و چتر ترمزی خود را باز نمود. ۲۰ ثانیه بعد از چتر ترمزی چتر اصلی باز شد و محموله را به سرعت ایمن برای فرود بر زمین رساند.

## اجزای کاوشگر
کاوشگر پیشگام از چهار بخش شامل:
1. مجموعه موتور، متشکل از اجزای قفسه دم، بالک‌های پایدارساز، بلوک تنظیم ارتفاع، موتور و نازل؛
2. سکوی پرتاب برای پرتاب مجموعه؛
3. ایستگاه‌های زمینی برای برقراری ارتباط با کاوشگر و دریافت اطلاعات به صورت زمان واقعی؛
4. محموله که از اجزای کپسول زیستی سامانه خدمات (الکترونیک، مخابرات و پردازش)، جدایش سازه و جدایش بازیاب موجود زنده تشکیل شده‌است.[۸]

### کپسول زیستی
در کپسول زیستی کاوشگر پیشگام که سرنشینی از نوع میمون رزوس دارد، تمامی تجهیزات ذکر شده در کپسول بکار گرفته شده‌اند. کپسول زیستی کاوشگر پیشگام با وزنی در حدود ۶۰ کیلوگرم قادر است میمون رزوس با وزنی در حدود ۲٫۵ تا ۴ کیلوگرم را در خود جای دهد و شرایط مناسب برای حفظ حیات و پایش آن را در پروازی زیر مداری به مدت ۲۰ دقیقه تأمین کند.
در این کپسول نوع خاصی جاذب انرژی در نشیمنگاه سرنشین تعبیه شده‌است که می‌تواند بیش از نود درصد انرژی نامطلوب ارتعاشی را جذب کند تا سرنشین در طول مأموریت احساس راحتی بیشتری کند. سامانه کاهش دی‌اکسید کربن و تولید اکسیژن این کپسول با بکارگیری فناوری شیمیایی قادر است به مدت پنج ساعت مداوم سطح گازهای حیاتی اتمسفر کپسول را در سطحی مطلوب حفظ کند. برای کنترل دمای داخل کپسول از سامانه کنترل حرارتی غیرفعالی استفاده شده‌است که می‌تواند در شرایط سرد زمستانی و گرم تابستانی و همچنین به شدت سرد خارج از جو عمل کند و دمای مطلوب حیات را در داخل کپسول حفظ کند. تأمین فشار داخل کپسول نیز با استفاده روش‌های خاص آب‌بندی کپسول تأمین شده‌است.

## گمانه‌زنی‌ها

تفاوت ظاهری آشکار میان تصاویر رسمی میمونی که در کنفرانس خبری ۱۲ بهمن شرکت کرد و میمونی که در حال آماده شدن برای شلیک به فضا است. بنا به ادعای محمد ابراهیمی این میمون پانی نام دارد که در آزمایشهای قبلی از آن استفاده شده‌است و زخمی بر بالای چشم او ایجاد شده‌است.

برخی تحلیلگران از روی تصاویر منتشر شده در رابطه با این کاوشگر معتقدند که شواهدی وجود دارد مبنی بر این که ایران قبل از این پرتاب حداقل سه بار دیگر سعی در قرار دادن یک میمون در فضای ماورای جو را داشته، که ظاهراً با شکست مواجه شده‌است.
البته اطلاعات منتشرشده توسط پژوهشکده سامانه‌های فضانوردی تاریخچه کلیه پرتاب‌های کاوشگر از جمله پرتاب‌های کاوشگر ۵ و ۶ را نمایش می‌دهد. این دو پرتاب حاوی میمون بوده ولی موفق به بازیابی آن‌ها نشده‌است.

### ابهامات مطرح‌شده
روزنامه دیلی تلگراف و دویچه وله مدعی هستند تصاویر میمونی که در کنفرانس خبری سه روز پس از شلیک فضا پیما نشان داده شد اختلافاتی اساسی با تصاویر رسمی میمون در حال ارسال به فضا داشت و این موضوع شک و تردیدهایی اساسی دربارهٔ این عملیات فضایی جمهوری اسلامی پدیدآورده است. میمونی که در تصاویر آماده‌سازی برای سفر به فضا نشان داده می‌شود یک خال گوشتی بزرگ روی ابروی راستش دارد اما میمونی که در کنفرانس خبری شرکت کرد دارای این خال گوشتی نبود.

### رفع ابهامات توسط سازمان فضایی ایران
بعد از این جنجال سازمان فضایی ایران و پژوهشکده سامانه‌های فضانوردی به منظور اثبات ادعای خود مبنی بر موفقیت این مأموریت اقدام به قرار دادن فیلم کامل پرتاب کاوشگر پیشگام بر روی وبگاه خود کردند. در فیلم کامل این پرتاب، دوربین بالا سمت راست روی بدنه کاوشگر و رو به پایین نصب شده که همواره زمین را نشان می‌دهد. دوربین بالا سمت چپ نیز روی بدنه قرار داشته و همواره رو به آسمان است. دوربین پایین سمت راست زیر دماغه نصب شده و پس از جدایش آن، تصویر آسمان را نشان می‌دهد. دوربین پایین سمت چپ نیز داخل کپسول زیستی و موجود زنده را نشان می‌دهد. میمونی که در این تصاویر دیده می‌شود میمونی است که فاقد خال می‌باشد که ابهامات واردشده را برطرف می‌نماید.
همچنین محمد ابراهیمی رئیس پژوهشکده سامانه‌های فضانوردی سازمان فضایی ایران در این مورد گفته: تصویر میمون خالدار مربوط به میمونی به نام «پانی» است و پانی در آزمایش‌های قبلی مورد استفاده قرار گرفته بود. تصاویر منتشر شده در برخی از سایت‌های خبری با عنوان «پیشگام» مربوط به عکسبرداری رسانه‌ها از آزمایش‌های قبلی تحقیقاتی ما بوده‌است.
همچنین خال بر روی پیشانی میمون مربوط به آزمایش‌های شتاب و ارتعاش است که میمون در حین آزمایش‌های شیطنتی کرده بود و این منجر به زخمی شدن او شده، خوشبختانه این میمون زنده و زخم او بهبود یافته‌است.

## هزینه‌ها
هزینه ارسال کپسول زیستی حامل میمون پیشگام به فضا حدود ۳ میلیارد تومان برآورد شده‌است.

## واکنش‌ها پس از پرتاب
- ویکتوریا نولاند، سخنگوی وزارت امور خارجه آمریکا در نشستی خبری پس از این رخداد در پاسخ به سؤالی از طرف یک خبرنگار در این رابطه گفت که پرتاب موشک به همراه موجود زنده به فضا نقض قطعنامه شورای امنیت است. وی افزوده‌است که واشینگتن نگرانی خود را با دیگر کشورهای غربی در میان می‌گذارد و ارتباط نزدیکی با متحدانش برای رفع این نگرانی‌ها خواهد داشت. نولاند گفت که تصاویر مربوط به آماده‌سازی این میمون برای سفر به فضا را مشاهده کرده‌است.[۱۶]
- حمید فاضلی، رئیس سازمان فضایی ایران در واکنش به اظهارات سخنگوی وزارت امورخارجه آمریکا مبنی بر اقدام ایران به اعزام میمون به فضا که بر خلاف قطعنامه‌های بین‌المللی است گفته‌است: قطعنامه نام برده شده مربوط به منع فرستاده محموله‌های سنگین و با جنبه‌های نظامی به فضا است که پروژه ارسال میمون به فضا نه جنبه نظامی دارد و نه محموله سنگینی بوده و به هیچ وجه به دنبال افزایش توان نظامی در این پروژه نبوده‌ایم.[۱۵]
- خبرگزاری ایرنا به نقل از برونو گروسل کارشناس ارشد بنیاد تحقیقات استراتژیک در پاریس در مقاله‌ای که توسط روزنامه فرانسوی ˈلوفیگاروˈ منتشر شده،[۱۷] اظهار کر ده است که ساخت این موشک با وجود تحریم‌های اعمال شده نشان می‌دهد که تحریم‌ها علیه ایران بی‌فایده بوده و ساخت قطعات موشک کاوشگر ۵ در ایران یک موفقیت بزرگ محسوب می‌شود. وی افزود: چنانچه این میمون که به فاصله ۱۲۰ کیلومتری از زمین یعنی به خارج از جو اعزام شد، زنده به زمین بازگشته باشد به معنای آن است که جمهوری اسلامی ایران در برنامه موشکی خود از مرحله مهم و نقطه عطف اینگونه فعالیت‌ها عبور کرده‌است. عبور از جو زمین مرحله مهم و حساسی از برنامه‌های موشکی است. چنانچه این میمون صحیح و سالم به زمین بازگشته باشد و در هنگام بازگشت دچار سوختگی ناشی از بالا رفتن حرارت موشک نشده باشد و همچنین توانسته باشد فشار بسیار زیاد جو را هنگام بازگشت به زمین تحمل کند، این به معنای آن است که ایران به لحاظ نظری به دانش لازم در تحقیقات فضایی دست یافته‌است.[۱۸]